# Roberto Maytín
Roberto Maytín (ur. 2 stycznia 1989 w Valencii) – wenezuelski tenisista, reprezentant kraju w Pucharze Davisa.

## Kariera tenisowa
Zawodowym tenisistą został w 2004 roku.
Maytín to tenisista startujący głównie w turniejach gry podwójnej. Wygrał czternaście imprez rangi ATP Challenger Tour. W cyklu ATP World Tour osiągnął jeden finał, w sezonie 2017 w Los Cabos.
Maytín zdobył brązowy medal podczas igrzysk Ameryki Środkowej i Karaibów w Veracruz w 2014 roku w zawodach gry podwójnej i drużynowej. Podczas igrzysk Ameryki Południowej w 2018 roku w Villa Tunari został złotym medalistą w grze mieszanej. W 2007 roku po raz pierwszy wystąpił w reprezentacji Wenezueli w Pucharze Davisa.
Zmagał się z rakiem jąder. W 2021 roku został zdyskwalifikowany na 14 lat i ukarany grzywną za złamanie przepisów antykorupcyjnych i udział w ustawianiu wyników meczów.
W rankingu gry pojedynczej Maytín najwyżej był na 643. miejscu (3 listopada 2008), a w klasyfikacji gry podwójnej na 86. pozycji (15 czerwca 2015).

### Finały w turniejach ATP World Tour
| Legenda                                      |
| -------------------------------------------- |
| Wielki Szlem                                 |
| Igrzyska olimpijskie                         |
| Tennis Masters Cup / ATP Finals              |
| ATP Masters Series / ATP Tour Masters 1000   |
| ATP International Series Gold / ATP Tour 500 |
| ATP International Series / ATP Tour 250      |

#### Gra podwójna (0–1)
| Końcowy wynik | Nr | Data            | Turniej   | Nawierzchnia | Partner       | Przeciwnicy                     | Wynik finału |
| ------------- | -- | --------------- | --------- | ------------ | ------------- | ------------------------------- | ------------ |
| Finalista     | 1. | 6 sierpnia 2017 | Los Cabos | Twarda       | Sergio Galdós | Juan Sebastián Cabal Treat Huey | 2:6, 3:6     |